# Lillbergsgårdssjön
Lillbergsgårdssjön är en sjö i Torsby kommun i Värmland och ingår i Göta älvs huvudavrinningsområde. Sjön har en area på 0,331 kvadratkilometer och ligger 465,2 meter över havet. Sjön avvattnas av vattendraget Näckån. Vid provfiske har abborre, gädda och sik fångats i sjön.

## Delavrinningsområde
Lillbergsgårdssjön ingår i det delavrinningsområde (674200-134142) som SMHI kallar för Utloppet av Näcksjön. Medelhöjden är 493 meter över havet och ytan är 12,05 kvadratkilometer. Det finns inga avrinningsområden uppströms utan avrinningsområdet är högsta punkten. Näckån som avvattnar avrinningsområdet har biflödesordning 2, vilket innebär att vattnet flödar genom totalt 2 vattendrag innan det når havet efter 461 kilometer. Avrinningsområdet består mestadels av skog (67 procent) och sankmarker (12 procent). Avrinningsområdet har 1,98 kvadratkilometer vattenytor vilket ger det en sjöprocent på 16,4 procent.